# Copa Sevilla 2013
Il Copa Sevilla 2013 è stato un torneo di tennis facente parte della categoria ATP Challenger Tour nell'ambito dell'ATP Challenger Tour 2013. È stata la 23ª edizione del torneo che si è giocata a Siviglia in Spagna dal 9 al 15 settembre 2013 su campi in terra gialla e aveva un montepremi di €42,500+H.

## Partecipanti singolare

### Teste di serie
| Nazionalità | Giocatore               | Ranking* | Testa di serie |
| ----------- | ----------------------- | -------- | -------------- |
| Spagna      | Daniel Gimeno Traver    | 61       | 1              |
| Spagna      | Albert Ramos Viñolas    | 75       | 2              |
| Russia      | Andrej Kuznecov         | 83       | 3              |
| Francia     | Stéphane Robert         | 150      | 4              |
| Spagna      | Pere Riba               | 156      | 5              |
| Argentina   | Renzo Olivo             | 197      | 6              |
| Francia     | Maxime Teixeira         | 210      | 7              |
| Spagna      | Roberto Carballés Baena | 230      | 8              |

- Ranking al 26 agosto 2013.

### Altri partecipanti
Giocatori che hanno ricevuto una wild card:
- Agustín Boje-Ordóñez
- Sergio Gutiérrez Ferrol
- Ricardo Ojeda Lara
- Roberto Ortega-Olmedo

Giocatori che sono passati dalle qualificazioni:
- David Perez Sanz
- Enrico Burzi
- Michal Schmid
- Miliaan Niesten

Giocatori che hanno ricevuto un entry come Alternate:
- Carlos Gomez-Herrera

Giocatori che hanno ricevuto un entry con protected ranking:
- Óscar Hernández

## Vincitori

### Singolare
Daniel Gimeno Traver ha battuto in finale  Stéphane Robert con il punteggio di 6–4, 7–6(2).

### Doppio
Alessandro Motti /  Stéphane Robert hanno battuto in finale  Stephan Fransen /  Wesley Koolhof con il punteggio di 7–5, 7–5.